# Drużynowe Mistrzostwa Świata na Żużlu 1972
Drużynowe Mistrzostwa Świata na Żużlu 1972 – trzynasta edycja w historii.

## Eliminacje

### Runda kontynentalna

#### Pierwszy ćwierćfinał
- 11 czerwca 1972 (niedziela),  Prelog
- Awans do półfinału kontynentalnego: 2 – Czechosłowacja i Bułgaria

| Miejsce | Kraje          | Suma | Zawodnicy                                                                  | Pkt.      | Pkt bieg. |
| ------- | -------------- | ---- | -------------------------------------------------------------------------- | --------- | --------- |
| 1       | Czechosłowacja | 48   | Jiří Štancl Jan Holub Václav Verner Petr Ondrašík Miloslav Verner          | 12 6      | b.d       |
| 2       | Bułgaria       | 23   | Petyr Iliew Nedjelko Nedjelkow Petyr Kostow Angeł Eftimow brak zawodnika   | 8 7 5 3 - | b.d       |
| 3       | Jugosławia     | 22   | Draško Oršić Evald Babic Vlado Miler Josip Francic brak zawodnika          | 7 6 3 -   | b.d       |
| 4       | Jugosławia B   | 3    | Milija Stojkovic Stefan Kekec Janez Tomazic Jose Lazbaher rez. Leo Sauperl | 1 0 ns    | b.d       |

#### Drugi ćwierćfinał
- 18 czerwca 1972 (niedziela),  Rodenbach
- Awans do półfinału kontynentalnego: 2 – RFN i Austria
- Drużyna ze Skandynawii, która wystąpiła poza konkursem, zastąpiła wycofaną z turnieju drużynę NRD.

| Miejsce | Kraje       | Suma | Zawodnicy                                                                           | Pkt.         | Pkt bieg. |
| ------- | ----------- | ---- | ----------------------------------------------------------------------------------- | ------------ | --------- |
| 1       | RFN         | 39   | Manfred Poschenrieder Rudolf Kastl Josef Angermüller Jan Käter rez. Karl Heinz Deeg | 12 11 9 7 ns | b.d       |
| 2       | Skandynawia | 23   | Jorn Mogensen Stefan Johansson Stefan Salomonsson Erik Tilgaard brak zawodnika      | 10 6 1 -     | b.d       |
| 3       | Austria     | 17   | Günther Walla Heinz Zimmermann Josef Haider Alex Taudtmann brak zawodnika           | 7 4 2 -      | b.d       |
| 4       | Węgry       | 17   | Ferencs Radacsi Barnabás Gyepes Pal Perényi Sándor Csathó brak zawodnika            | 7 5 4 1 -    | b.d       |

#### Półfinał
- 1 lipca 1972 (sobota),  Slaný
- Awans do finału kontynentalnego: 2 – Czechosłowacja i RFN

| Miejsce | Kraje          | Suma | Zawodnicy                                                                         | Pkt.     | Pkt bieg. |
| ------- | -------------- | ---- | --------------------------------------------------------------------------------- | -------- | --------- |
| 1       | Czechosłowacja | 47   | Milan Špinka Zdeněk Majstr Petr Ondrašík Václav Verner Jiří Štancl                | 12 9 8   | b.d.      |
| 2       | RFN            | 32   | Josef Angermüller Jan Käter Manfred Poschenrieder Rudolf Kastl rez. Helmut Reiter | 9 8 7 ns | b.d.      |
| 3       | Bułgaria       | 10   | Nedjelko Nedjelkow Petyr Iliew Petyr Petkow Aleksandyr Kostow rez. Krajew         | 4 3 0 ns | b.d.      |
| 4       | Austria        | 8    | Josef Haider Günther Walla Alex Taudtmann Michael Laussegger Heinz Zimmermann     | 5 1 0    | b.d.      |

#### Finał
- 23 sierpnia 1972 (środa),  Leningrad
- Awans do finału światowego: 2 – Polska i Związek Radziecki

| Miejsce | Kraje             | Suma | Zawodnicy                                                                                     | Pkt.        | Pkt bieg. |
| ------- | ----------------- | ---- | --------------------------------------------------------------------------------------------- | ----------- | --------- |
| 1       | Polska            | 40   | Zenon Plech Henryk Glücklich Paweł Waloszek Edward Jancarz rez. Jerzy Gryt                    | 12 10 7 6 5 | b.d       |
| 2       | Związek Radziecki | 33   | Anatolij Kuźmin Giennadij Iwanow Wiktor Kałmykow Grigorij Chłynowski rez. Giennadij Kurilenko | 11 9 6 1    | b.d       |
| 3       | Czechosłowacja    | 13   | Jan Holub Zdeněk Majstr Milan Špinka Jiří Štancl rez. Petr Ondrašík                           | 5 3 1 3     | b.d       |
| 4       | RFN               | 9    | Josef Angermüller Jan Käter Manfred Poschenrieder Helmut Reiter rez. Rudolf Kastl             | 3 2 1 0     | b.d       |

### Runda skandynawska
- 25 czerwca 1972 (niedziela),  Sandnes
- Awans do finału światowego: 1 – Szwecja

| Miejsce | Kraje     | Suma | Zawodnicy                                                                        | Pkt.      | Pkt bieg. |
| ------- | --------- | ---- | -------------------------------------------------------------------------------- | --------- | --------- |
| 1       | Szwecja   | 37   | Hans Holmqvist Christer Löfqvist Jan Simensen Bernt Persson rez. Hasse Johansson | 10 9 8 ns | b.d       |
| 2       | Dania     | 25   | Ole Olsen Kurt Bøgh Bent Nörregaard Nils Schelde rez. Henning Hansen             | 11 7 5 1  | b.d       |
| 3       | Norwegia  | 23   | Reidar Eide Odd Fossengen Dag Lovaas Edgar Stangeland Svein Kaasa                | 9 4 3     | b.d       |
| 4       | Finlandia | 11   | Hannu Känkänen Kari Vuoristo Kauko Ahonen Kauko Leppåsalko rez. Pekka Paljakka   | 3 1 3     | b.d       |

### Runda brytyjska
Wielka Brytania automatycznie w finale.

## Finał światowy
- 24 września 1972 (niedziela),  Olching

| Miejsce | Kraje             | Suma | Zawodnicy                                                                             | Pkt.      | Pkt bieg.                                     |
| ------- | ----------------- | ---- | ------------------------------------------------------------------------------------- | --------- | --------------------------------------------- |
| 1       | Wielka Brytania   | 37   | Ivan Mauger John Louis Terry Betts Ray Wilson rez. Ronnie Moore                       | 11 9 8 ns | (3,3,3,2) (1,3,3,2) (1,3,2,2) (3,1,3,1) ns    |
| 2       | Związek Radziecki | 21   | Anatolij Kuźmin Wiktor Kałmykow Grigorij Chłynowski Wiktor Trofimow Walerij Gordiejew | 6 5 ns    | (3,0,0,3) (1,1,0,3) (2,0,2,1) (1,2,1,1) ns    |
| 3       | Polska            | 21   | Zenon Plech Henryk Glücklich Paweł Waloszek Marek Cieślak rez. Zdzisław Dobrucki      | 7 6 5 0 3 | (0,2,2,3) (0,0,3,3) (0,2,2,1) (0,0,-,-) (1,2) |
| 4       | Szwecja           | 18   | Christer Löfqvist Tommy Jansson Anders Michanek Jan Simensen rez. Göte Nordin         | 6 4 3 1   | (2,3,1,0) (2,2,0,0) (3,1,-,0) (2,1,0,0) (1)   |

O drugie miejsce:

ZSRR 7: Kałmykow 3, Kuźmin 2, Chłynowski 1, Trofimow 1

Polska 5: Waloszek 3, Plech 2, Glücklich 0, Dobrucki 0

## Tabela końcowa
| Miejsce | Kraj              |
| 1       | Wielka Brytania   |
| 2       | Związek Radziecki |
| 3       | Polska            |
| 4       | Szwecja           |
| 5       | Dania             |
| 6       | Czechosłowacja    |
|         | Norwegia          |
| 8       | RFN               |
|         | Finlandia         |
| 10      | Bułgaria          |
| 11      | Austria           |
| 12      | Jugosławia        |
|         | Węgry             |